# Horst Lippmann
Horst Wilhelm Franz Lippmann, född den 17 mars 1927 i Eisenach, Tyskland död den 18 maj 1997 i Frankfurt am Main var en tysk jazzmusiker och musikpromotor/entreprenör som är mest känd för att tillsammans med Fritz Rau ha startat och sedan arrangerat American Folk Blues Festival från 1962 och framåt. Han startade dessförinnan Deutsche Jazzfestival Frankfurt 1953.
Lippmann valdes in i Blues Hall of Fame i kategorin non-performers ("Individual: Business - Production - Media or Academic ") 2012. Torget Horst-Lippmann-Platz i Frankfurt a.M. är uppkallat efter honom.